# سيرة مدينة (كتاب)
سيرة مدينة عمل يقع بين التاريخ والرواية رصد فيه عبد الرحمن منيف كل جوانب المكان الذي عاش فيه طفولته من علاقات الناس واهتماماتهم وطقوسهم في الأحزان والأفراح. ومثل العمل وثيقة تاريخية خصبة للحالة الثقافية والسياسة لعمان الأربعنيات موثقة بأسماء الأماكن والشخصيات رغم حرصه على أن تكون المقاربة غير تاريخية وغير روائية كذلك.
تلقي «سيرة مدينة» ضوءا رفيعا على سيرة حياة عبد الرحمن منيف ومن حوله خاصة جدته التي ظلت الرابط الحي بينه وبين العراق (حيث تنتهي سيرة مدينة بذهاب عبد الرحمن منيف للدراسة) وهي رغم قلة الخصوصية أكثر الأعمال اقترابا من أحداث حياته.
عمان التي صورها عبد الرحمن منيف في سيرة مدينة هي نواة تصوره للمدينة في كامل مشروعه الروائي، وربما أراد أن يكشف للقراء والنقاد العنصر المكون -مع بغداد التي تظهر في آخر سيرة مدينة - للمدن التي ابتدعها في روايته (موران في الآن.. هنا أو شرق المتوسط مرة أخرى وعمورية في عالم بلا خرائط)
عرف العمل في طبعات متأخرة (بداية من 2004) إضافة تخطيطات منيف لرسم شخصيات هذا العمل بأسلوب فريد غير أكاديمي وقد احتفى بهذه التجربة صديقه الرسام العراقي مروان قصاب باشي.

## وصلات خارجية
- تقديم للعمل على موقع النيل والفرات
- تقديم للعمل على موقع أدب وفن
- تقديم للعمل على موقع goodreads